# ابوالفضل اجاره‌دار
ابوالفضل اجاره‌دار سیاستمدار ایرانی و در سال ۱۳۶۱ برای مدت کوتاهی وزیر مشاور و سرپرست سازمان بهزیستی در دولت میرحسین موسوی بود.
اجاره دار فارغ‌التحصیل دانشکده خدمات اجتماعی بود. بعد از انقلاب در واحد پیگیری شورای انقلاب مشغول به کار شد و سپس با ایجاد سازمان پژوهش‌های علمی و صنعتی ایران به عنوان نخستین رئیس این سازمان منصوب شد.
او نیز مانند برادرش حسن اجاره‌دار از اعضای حزب جمهوری اسلامی و شورای مرکزی آن بود. حسن اجاره‌دار در جلسه بمب‌گذاری در دفتر حزب جمهوری اسلامی کشته و ابوالفضل اجاره‌دار در این حادثه مجروح شد. وی سپس در تأسیس حزب اعتدال و توسعه شرکت کرده و از بنیانگذاران این حزب گشت.